# Hans Peter Ströer
Hans Peter Ströer (* 1956 in München) ist ein deutscher Musiker und Komponist.

## Leben und Werdegang
Bereits mit sieben Jahren komponierte Ströer an der Gitarre eigene Rock-’n’-Roll-Stücke, mit elf gründete er seine erste Band. Ströer lernte in den 1960er-Jahren am Richard-Strauss-Konservatorium und dann an der Hochschule für Musik in München Musiktheorie und Klavier.
Mit 17 arbeitete er als Theatermusiker. Anfang der 1970er-Jahre wurde er Bassist im Bobby Jones Trio, größere Bekanntheit erreichte er aber vor allem ab 1975 als Bassist im Mild Maniac Orchestra von Volker Kriegel, dem er bis Mitte der 1980er-Jahre angehörte, zu hören auch auf Biton Grooves. Zur selben Zeit wurde er zum gefragten Studiomusiker und wirkte bei Aufnahmen von Eberhard Schoener, Falco, Donna Summer, Amanda Lear, La Bionda und Gilbert Bécaud mit.
Seit 1984 komponierte Ströer für über 150 Filme Musik, unter anderem die Filme von Heinrich Breloer wie Todesspiel, Die Manns, Speer und Er und Buddenbrooks. Daneben war er als Musikproduzent tätig (unter anderem für die Alben von Udo Lindenberg zwischen 1986 und 1998, die mehrere Goldene Schallplatten erhielten).
Der Perkussionist Ernst Ströer ist sein jüngerer Bruder, mit dem er in der Gruppe Ströer Brothers zusammenspielte und zum offiziellen deutschen Kulturbeitrag Kunstdisco zum Olympic Arts Festival bei den Olympischen Sommerspielen 1988 in Seoul beitrug.
Ströer engagiert sich im Vorstand des Deutschen Komponist:innenverbandes.

## Filmografie (Auswahl)
- 1987: Reichshauptstadt – privat
- 1987: Eine geschlossene Gesellschaft
- 1993: Wehner – die unerzählte Geschichte
- 1997: Todesspiel
- 1999: Einfach raus
- 2001: Die Manns – Ein Jahrhundertroman
- 2002: Trenck – Zwei Herzen gegen die Krone
- 2005: Die Nacht der großen Flut
- 2005: Speer und Er
- 2008: Eschede Zug 884
- 2008: Buddenbrooks
- 2010: Eichmanns Ende – Liebe, Verrat, Tod
- 2010: Die Kinder von Blankenese
- 2013: Eine mörderische Entscheidung
- 2014: Ein blinder Held – Die Liebe des Otto Weidt
- 2014: Meine Tochter Anne Frank
- 2016: Letzte Ausfahrt Gera – Acht Stunden mit Beate Zschäpe
- 2016: Tatort: Borowski und das verlorene Mädchen
- 2019: Brecht
- 2019: Colonia Dignidad – Aus dem Innern einer deutschen Sekte
- 2021: Der große Fake – Die Wirecard-Story
- 2022: Ich bin! Margot Friedländer

## Auszeichnungen
- 1982: Deutscher Schallplattenpreis, Kategorie Ensemble Pop national (mit dem Mild Maniac Orchestra)
- 1985: Preis der deutschen Schallplattenkritik (für das Album „Nomaden“ mit Ernst Ströer und Howard Fine)
- 2002: Deutscher Fernsehpreis, Kategorie Fernsehereignis des Jahres (für Die Manns – ein Jahrhundertroman)